# Microregione di Porecatu
Porecatu è una microregione del Paraná in Brasile, appartenente alla mesoregione di Norte Central Paranaense.

## Comuni
È suddivisa in 8 comuni:
- Alvorada do Sul
- Bela Vista do Paraíso
- Florestópolis
- Miraselva
- Porecatu
- Prado Ferreira
- Primeiro de Maio
- Sertanópolis